# Sciara polita
Sciara polita är en tvåvingeart som beskrevs av Thomas Say 1824. Sciara polita ingår i släktet Sciara och familjen sorgmyggor. Inga underarter finns listade i Catalogue of Life.